# Vanhorniidae
Vanhorniidae (лат.) — семейство проктотрупоидных наездников (Proctotrupoidea). 3 рода и около 5 видов встречаются в Неарктике, Неотропике и Палеарктике.

## Описание
Отличаются слиянием сегментов брюшка: у самок 2-5 тергиты и 2-5 стерниты слиты в единый сегмент, в результате чего внешне заметны только 2 видимых сегмента брюшка. Мандибулы не соприкасаются своими вершинами, вывернуты наружу.
Паразитируют на личинках жуков из семейства древоеды (Eucnemidae). Длина 3—7 мм. Жилкование передних крыльев хорошо развито и обладает сходством с семейством Heloridae.

## Классификация
- Heloriserphus Masner in Townes & Townes, 1981 — Чили[2][4]
  - Heloriserphus castor Masner, 1981
  - Heloriserphus pollux Masner, 1981
- Sinicivanhornia He & Chu, 1990 — Китай[5]
  - Sinicivanhornia quizhouensis He & Chu 1990
- Vanhornia Crawford, 1909 — Корея, Россия, Северная Америка[1][2], Швеция[6]